# Emma Gumz

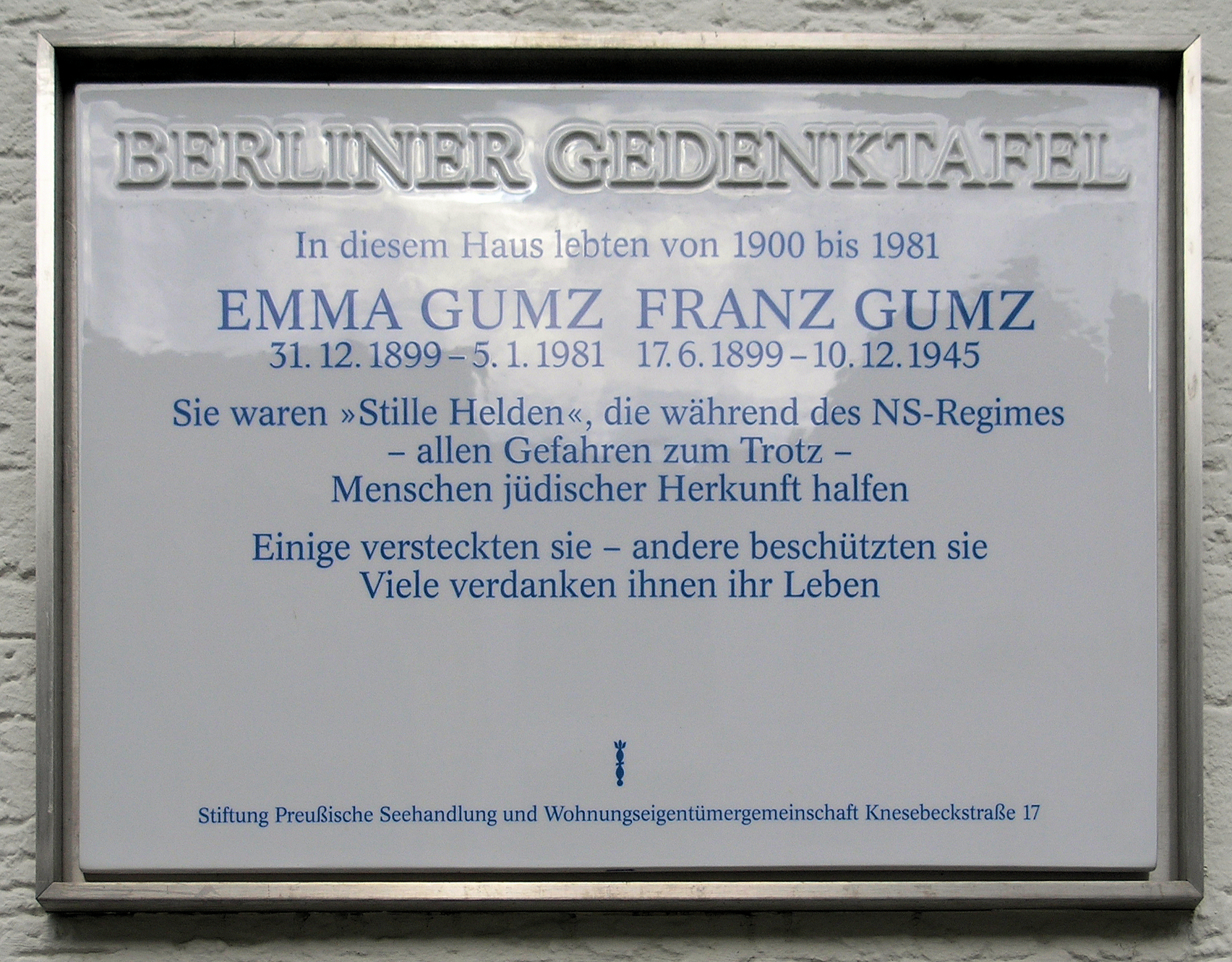
Berliner Gedenktafel am Haus Knesebeckstraße 17, in Berlin-Charlottenburg

Emma Gumz (* 31. Dezember 1899 in Graben, Kreis Neustettin als Emma Martha Friederike Rieck; † 5. Januar 1981 in Berlin) war eine deutsche Wäschereiinhaberin und Gerechte unter den Völkern.

## Leben
Emma Gumz und ihr Mann Franz (1899–1945) lebten in Berlin-Charlottenburg in der Knesebeckstraße 17. Im selben Haus betrieben sie eine Wäscherei, die 1898 von Karl Gumz zunächst in der Grolmanstraße gegründet worden war, später wurde sie in die Knesebeckstraße verlegt. Zu den Kunden gehörten Anwohner, Offiziere, Behörden und auch das Deutsche Opernhaus.
Franz Gumz war Anhänger der Ernsten Bibelforscher und Gegner des Nationalsozialismus; seine Abneigung verbarg er nicht.
1933 zog die jüdische Familie Deutschkron nach Charlottenburg und wurde Kunde der Wäscherei Gumz. Martin Deutschkron floh 1939 nach Großbritannien; seine Frau Ella und die Tochter Inge blieben in Berlin zurück. Emma und Franz Gumz versorgten nach Beginn des Zweiten Weltkriegs Juden mit Lebensmitteln und anderen Waren und ließen sie bei sich „Feindsender“ hören.
1941 begann die Deportation von Juden aus Deutschland. Emma Gumz nahm Ella Deutschkron das Versprechen ab, sich nicht deportieren zu lassen und bot weitere Hilfe an. Sie hatte von einem Nachbarssohn, der Soldat in Polen war, vom Schicksal deportierter Juden erfahren: „Er hat gesehen, was sie dort mit den Juden machen“, sagte sie zu Ella Deutschkron. Am 15. Januar 1943 tauchten Ella und Inge Deutschkron unter und lebten für sechs Wochen in der Wäscherei des Ehepaars Gumz in einem kleinen Raum. Emma Gumz empfing sie mit den Worten „Ich bin ja so stolz, daß ich Sie dazu überreden konnte.“  Nachdem Nachbarn des Ehepaars Verdacht geschöpft hatten, kamen Ella und Inge Deutschkron bei anderen Helfern unter, wobei Emma Gumz sie weiter unterstützte und mit Lebensmitteln versorgte.
Franz Gumz starb nach Ende des Zweiten Weltkriegs am 10. Dezember 1945.
1971 wurde Emma Gumz als Gerechte unter den Völkern ausgezeichnet.
Emma Gumz starb im Januar 1981, im selben Jahr wurde die Wäscherei geschlossen.
2004 wurde am Haus Knesebeckstraße 17 eine Gedenktafel für Emma und Franz Gumz enthüllt.